# Avenue Charles-Girault
L’avenue Charles-Girault est une voie du 8e arrondissement de Paris, en France.

## Situation et accès
L'avenue Charles-Girault est une voie publique située dans le 8e arrondissement de Paris. Elle débute  avenue Dutuit et se termine  avenue Winston-Churchill.
Le quartier est desservi par les lignes de métro 1 et 13 à la station Champs-Élysées - Clemenceau.

## Origine du nom

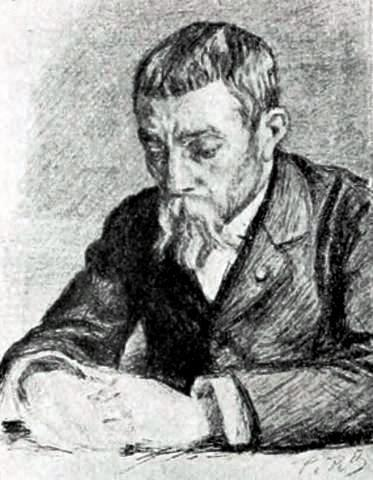
Charles Girault en 1900 (dessin de Paul Renouard).

Cette voie porte le nom de Charles Girault (1851-1932), architecte du Petit Palais et coordonnateur de la construction du Grand Palais. 

## Historique
Cette allée des Champs-Elysées prend sa dénomination actuelle par un arrêté du 8 février 1939,.

## Bâtiments remarquables et lieux de mémoire
- Petit Palais
- Les jardins des Champs-Élysées, qui sont classés comme site par arrêté ministériel du 19 novembre 1910.